# Pascal Lamy
Pascal Lamy (* 8. dubna 1947, Levallois-Perret) francouzský politik a obchodník. Byl členem Evropské komise zodpovědným za problematiku obchodu a v letech 2005 až 2013 byl výkonným ředitelem Světové obchodní organizace (WTO).
Vystudoval Institut d'études politiques de Paris a École nationale d'administration. Od roku 1969 je členem francouzské Socialistické strany. Působil počátkem 80. let jako ekonomický poradce francouzského ministra financí Jacquese Delorse a francouzského premiéra Pierra Mauroye.
V roce 1984 se Delors stal předsedou Evropské komise a Lamy se stal šéfem jeho kabinetu (do roku 1994). Poté působil v managementu banky Crédit Lyonnais, kde se podílel na její restrukturalizaci. V roce 1999 si ho předseda Evropské komise Romano Prodi vybral jako komisaře pro obchod. V této funkci působil do roku 2004. V září roku 2005 se stal osmým výkonným ředitelem WTO v historii.

## Vyznamenání
- rytíř Řádu čestné legie – Francie, 1990
- velký záslužný kříž s hvězdou Záslužného řádu Spolkové republiky Německo, Německo, 1991[2]
- komtur Řádu za zásluhy Lucemburského velkovévodství – Lucembursko, 1995[2]
- důstojník Řádu čestné legie – Francie, 1999[2]
- důstojník Národního řádu za zásluhy – Gabon, 2000[2]
- velkokříž Řádu zásluh o Italskou republiku – Itálie, 29. listopadu 2012[3]
- komandér Řádu čestné legie – Francie, 2013
- velkodůstojník Národního řádu za zásluhy – Francie, 2018